# 伊達宗陳
伊達 宗陳（だて むねのぶ、1861年1月26日（万延元年12月16日）- 1923年（大正12年）2月7日）は、日本の宮内官、政治家、華族。貴族院侯爵議員、宮中顧問官。宇和島伊達家10代当主。

## 経歴
宇和島藩主・伊達宗徳の長男として生まれる。父の死去に伴い1905年12月27日に侯爵を襲爵し貴族院侯爵議員に就任し、死去するまで在任した。
明治学舎、学習院で学び、1886年、小松宮彰仁親王に随行してイギリスを訪問し同国に留学した。帰国して1889年以降、式部官兼主猟官、宮中顧問官などを務めた。
明治10年代には旧藩の困窮士族のために北海道開拓を検討し現在の江別市に150万坪の土地を貸し下げたが、結局宇和島からの入植は実現しなかった。野幌若葉町の地名「伊達屋敷」としてその名が残っている。
1911年（明治44年）に旧明倫館の跡地として私立伊達図書館（現在の宇和島市立中央図書館）として設立した。

## 栄典
- 1906年（明治39年）1月20日 - 従三位[9]
- 1921年（大正10年）2月10日 - 従二位[10]

## 親族
- 妻 伊達納子（のりこ、有馬頼咸七女）・伊達孝子（たかこ、徳川茂承二女）[1]
- 養嗣子・甥 伊達宗彰（官僚・実業家、弟紀隆の三男）[1]
- 弟妹[1] 本多康虎、伊達紀隆、丹羽長徳（丹羽長国養子）、一柳直徳（一柳頼明の弟・紹念の養子）、伊達重正、二荒芳徳、能久親王妃富子（北白川宮能久親王妃）